# Nymølle Stenindustrier
Nymølle Stenindustrier A/S er en dansk leverandør af sand, grus og granit med hovedkvarter i Roskilde. Virksomheden har 23 lokaliteter med grus, hvoraf der udvindes fra 13 grusgrave.  Det første spadestik til Nymølle Stenindustrier blev taget i 1909. Navnet “Nymølle” kom til i 1924, da NS købte Nymølle-gården ved Hedehusene. Lokaliteten ved Hedehusene huser Danmarks største grusgrav. I 2023 havde Nymølle Stenindustrier en årsomsætning på 228 mio. kroner. Virksomheden drives som et datterselskab til DSV Miljø Group.